# Джолоф
Джолоф — страва з рису, популярний серед жителів багатьох держав Західної Африки. У Малі, Гані, Сенегал, Сьєрра-Леоне та Ліберії існують свої власні варіанти джолофа.

## Походження та поширення
Назва страви походить від назви народу волоф. У франкомовних регіонах називається riz au gras. Ряд дослідників вважає джолоф найвідомішою африканською стравою за межами материка.
Нігерійці і ганці сперечаються про походження джолофа: і ті, й інші стверджують, що саме їх народу належить авторство цієї страви. Це питання є досить важливим і делікатним для обох народів. Перші витоки страви виявляються в Сенегалі, території якого в давнину входили до складу держави Волоф. Історик їжі і сільського господарства Джеймс Маккен погоджується з цим твердженням, вказуючи при цьому на можливість поширення джолофа торговцями імперії Малі, що переміщалися між великими центрами і привозили із собою знання про ковальство і сільське господарство. 

## Основні інгредієнти
Страва зазвичай готується із рису, помідорів і томатної пасти. Інгредієнтами також можуть бути м'ясо, риба, молюски, а також різні овочі: картопля, капуста. Через те, що під час приготування використовується пальмова олія і томатна паста, колір джолофа зазвичай червоний.